# Bradysia guadunana
Bradysia guadunana är en tvåvingeart som beskrevs av Yang 2003. Bradysia guadunana ingår i släktet Bradysia och familjen sorgmyggor. Inga underarter finns listade i Catalogue of Life.